# Giunta militare brasiliana del 1969
Una Giunta militare governò il Brasile dal 31 agosto al 30 ottobre 1969, periodo tra l'improvvisa malattia del presidente Artur da Costa e Silva e l'elezione di Emílio Garrastazu Médici come suo successore.
Dal 1964 il Brasile era retto da una dittatura militare e nessun civile era ammesso alla massima carica del Paese. A Pedro Aleixo, il vicepresidente civile di Costa e Silva, fu così impedito dalla Giunta di diventare presidente ad interim.
La Giunta formata dai ministri militari, i comandanti delle tre forze armate brasiliane: 
- il generale Aurélio de Lira Tavares (Esercito)
- l'ammiraglio Augusto Hamann Rademaker Grünewald (Marina)
- il brigadiere gen. Márcio de Sousa Melo (Aviazione)